# لاک‌پشت برکه‌ای
لاک‌پشت برکه‌ای (نام علمی: Emys) نام یک سرده از زیرراسته نهان‌گردن است.

## گونه‌ها
- Emys orbicularis – لاک‌پشت برکه‌ای اروپایی[۱]
- Emys trinacris – Sicilian pond turtle [۱][۲]
- Emys blandingii – Blanding's turtle [۱][۳]
- Emys marmorata – لاک‌پشت برکه‌ای غربی[۱]